# Steyr TMP
El Steyr TMP (Taktische Maschinenpistole; Pistola Ametralladora Táctica, en alemán) es un subfusil Austriaco de 9 mm fabricado por Steyr Mannlicher.
Una de las características principales del TMP es la empuñadura situada delante del guardamonte del arma para un cómodo manejo del arma, ya que al ser un subfusil, su cadencia de disparo alta y la falta de una culata integrada hace muy necesario este aditamento.
Su cargador recto puede ser de 15, 20 o 30 balas. También se le puede instalar un silenciador.
En 2001, Steyr vendió el diseño a la empresa suiza Brügger & Thomet, que lo fabrica como Brügger & Thomet MP9.
El Steyr SPP es la variante civil del TMP, que no tiene empuñadura frontal y solo puede disparar en modo semiautomático.

## SPP
El Steyr SPP (Special Purpose Pistol; Pistola de Propósito Especial, en inglés) es una variante semiautomática del TMP. En esta se aumentaron la longitud del cañón y su camisa. Se le quitó la empuñadura frontal y en su lugar se instaló un riel Picatinny en el guardamano. Es ligeramente grande para una pistola y está hecha principalmente de materiales sintéticos.

## Usuarios
- Austria: Es empleado por el EKO Cobra.[5]
- Chile: Es utilizado por la Policía de Investigaciones de Chile, como arma de entrenamiento en la Escuela de Investigaciones Policiales, junto con la subametralladora SAF de FAMAE.
- Italia: Es empleado por el Gruppo di Intervento Speciale.[6]
- Rusia: Utilizada por algunas unidades Spetsnaz del FSB (Grupo Alfa y Vympel)

## El Steyr TMP en ficción
Es el arma de fuego de dotación de Falcon en el UCM
Aparece en los videojuegos Resident Evil 4 y Resident Evil: The Umbrella Chronicles, en donde se le puede añadir una culata y modificar sus capacidades. También aparece en los videojuegos Call of Duty: Modern Warfare 2,Madness Combat, Call of Duty: Modern Warfare 3, Counter-Strike, Tom Clancy's Ghost Recon: Future Soldier, War Rock, Operation7, Combat Arms y Rainbow Six. Aparece, además, en el videojuego Perfect Dark , Crossfire  bajo el nombre «CMP150».